# Cinnadenia
Cinnadenia là một chi thực vật có hoa trong họ Lauraceae. Các loài trong chi này sinh sống trong các rừng mây vùng đất thấp và núi cao ở Đông Nam Á.
Chi này nguyên được André Joseph Guillaume Henri Kostermans mô tả từ mẫu vật thu được từ Việt Nam và công bố năm 1973. Loài điển hình là Cinnadenia paniculata.

## Mô tả
Chúng là các cây gỗ cao đến 40 mét (130 ft), nhưng phần lớn cao đến 15–30 mét (49–98 ft), đường kính thân tới 30–60 xentimét (12–24 in). Hoa đơn tính khác gốc. Tại một số nơi chúng là cây tầng tán chậm lớn. Các lá mọc so le, mép nguyên, hình elip hay elip hẹp; phiến lá dài 10–25 xentimét (3,9–9,8 in) và rộng 3–8 xentimét (1,2–3,1 in). Một số loài có gỗ cứng có giá trị; các loài khác với gỗ và vỏ cây có mùi thơm dễ chịu, giống như phần lớn các loài/chi khác trong họ Lauraceae, như Cinnamomum. Tinh dầu được dùng như một thành phần trong sản xuất nước hoa. Mùa hoa tháng 9. Mọc rải rác trong rừng thưa, ở độ cao tới 1.000–2.800 mét (3.300–9.200 ft).

## Các loài
- Cinnadenia malayana Kosterm., 1977: Malaysia (Selangor, Johor).
- Cinnadenia paniculata  (Hook.f.) Kosterm., 1973: Dự, kháo xanh, rè xanh. Miền bắc Việt Nam, Ấn Độ, Myanmar, Malaysia và có thể có ở Trung Quốc.